# 斎藤忍随
斎藤 忍随（さいとう にんずい、1917年5月6日 - 1986年1月21日）は、日本の哲学者、西洋古典学者（古代ギリシア哲学）。東京大学文学部名誉教授。

## 略歴
北海道宗谷支庁枝幸郡中頓別町に生まれる、生家は曹洞宗開禅寺。旧制旭川中学、旧制二高を経て、1944年、東京帝国大学文学部哲学科卒業。
1948年、新設の北海道大学法文学部に助教授で赴任（1950年、法学部と文学部に分離）、1952年、東京大学文学部助教授を併任、1954年、東大助教授に専任、1969年、教授。1972年から1974年まで文学部長。1978年、定年退官し名誉教授、成城大学教授。同年、紫綬褒章受章。1984年、成城大学退職。
ギリシア哲学研究の第一人者で、哲学会理事長、西洋古典学会常任委員、日本ギリシャ協会理事を務めた。 1972年に『プラトン』で芸術選奨文部大臣賞受賞。1984年1月には「講書始の儀」で進講を行った。1986年冬、散歩中に公園で倒れ急逝した。

## 著書
- 『プラトン』（岩波新書） 1972
- 『知者たちの言葉 ソクラテス以前』（岩波新書） 1976
- 『プラトン 人類の知的遺産 7』（講談社） 1983
  - 改訂版『プラトン』（講談社学術文庫） 1997

以下は没後刊行
- 『幾度もソクラテスの名を 1 1946 - 1965』
- 『幾度もソクラテスの名を 2 1966 - 1986』（みすず書房） 1986 - 論文・エセー集
- 『アポローン ギリシア文学散歩』（岩波書店） 1987
  - 改訂版『ギリシア文学散歩』（岩波現代文庫） 2007
- 『プラトン以前の哲学者たち ギリシア哲学史講義』（岩波書店） 1987

### 共著
- 『ギリシア・ローマ古典文学案内』（高津春繁共著、岩波文庫別冊） 1963、改版 1992
- 『美の哲学』（伊藤勝彦共編、学文社） 1973
- 『原典による哲学の歩み』（岩崎武雄共編著、講談社） 1974
- 『<対話>はいつ、どこででも プラトン講義』（後藤明生対話、朝日出版社、Lecture books） 1984

## 翻訳
- 『読書について 他二篇』（ショウペンハウエル、岩波文庫） 1960、のち改訳 1983（単行判も）、ワイド版 2013
- 『カルミデス』（プラトン、筑摩書房、世界人生論全集1） 1963 - 次巻の第2で解説担当
- 『アレクサンドロスに贈る弁論術』（岩田靖夫共訳、岩波書店、アリストテレス全集 16） 1968
- 『意志と表象としての世界 正編 Ⅰ・Ⅱ』（ショーペンハウアー、共訳、白水社（全14巻））、のち「全集」1972 - 1973、単行版1975、新装版1996、2004
- 『美について』（プロティノス、左近司祥子共訳、講談社学術文庫） 2009